# Hugo Soto (futbolista)
Hugo Soto (Cartagena, Bolívar, Colombia; 28 de septiembre de 1983) es un futbolista colombiano. Juega de Defensa y su equipo actual es el Aragua FC de la Primera División de Venezuela.

## Clubes
| Club                | País                | Año                 | Partidos | Goles' |
| ------------------- | ------------------- | ------------------- | -------- | ------ |
| Atlético Nacional   | Colombia            | 2004 - 2006         | 56       | 0      |
| La Equidad          | Colombia            | 2007 - 2011         | 187      | 4      |
| Atlético Huila      | Colombia            | 2012                | 22       | 3      |
| Zamora              | Venezuela           | 2012 - 2014         | 49       | 5      |
| Deportivo Pasto     | Colombia            | 2014                | 19       | 2      |
| La Equidad          | Colombia            | 2015                | 26       | 4      |
| Cúcuta Deportivo    | Colombia            | 2016                | 12       | 1      |
| Carabobo            | Venezuela           | 2016 - 2017         | 27       | 1      |
| Total en su carrera | Total en su carrera | Total en su carrera | 419      | 19     |

Datos actualizados hasta el 13 de junio de 2017

## Palmarés

### Campeonatos nacionales
| Título           | Club              | País      | Año  |
| ---------------- | ----------------- | --------- | ---- |
| Torneo Apertura  | Atlético Nacional | Colombia  | 2005 |
| Copa Colombia    | La Equidad        | Colombia  | 2008 |
| Torneo Clausura  | Zamora FC         | Venezuela | 2013 |
| Campeón Absoluto | Zamora FC         | Venezuela | 2013 |